# Lewis Owen Lyne
Lewis Owen Lyne, britanski general, * 1899, † 1970.